# リチャード・ブランドン
リチャード・ブランドン（英語: Richard Brandon, 生年不詳 - 1649年6月20日）はイギリス・ロンドンの死刑執行人である。1640年から1649年まで死刑執行人を務めた。
父親が死刑執行人のグレゴリー・ブランドンだったため、通称「ヤング・グレゴリー」と呼ばれていた。親子二代で使用したタイバーンの絞首台はグレゴリーの木と呼ばれていた。

## 執行歴
- 1641年5月12日：ストラフォード伯爵トマス・ウェントワース
- 1645年：カンタベリー大主教ウィリアム・ロード
- 1649年1月30日：チャールズ1世を処刑（英語版）し、処刑料として30ポンドを受け取ったという。